# Campionat del Món de motocròs 1970
La temporada de 1970 del Campionat del Món de motocròs fou la 14a edició d'aquest campionat, organitzat per la FIM. El calendari oficial constava de 12 Grans Premis, celebrats entre el 12 d'abril i el 9 d'agost.

## Sistema de puntuació
Barem de puntuació de 1970 a 1972:
| Posició | 1  | 2  | 3  | 4 | 5 | 6 | 7 | 8 | 9 | 10 |
| Punts   | 15 | 12 | 10 | 8 | 6 | 5 | 4 | 3 | 2 | 1  |

| Resultats que computen                         |
| 1/2 + 1 dels GP (cal acabar-hi les 2 mànegues) |

## 500 cc

### Grans Premis
| Ronda | Data         | Gran Premi                    | Lloc          | 1a mànega           | 2a mànega           | Guanyador           | Resultats |
| ----- | ------------ | ----------------------------- | ------------- | ------------------- | ------------------- | ------------------- | --------- |
| 1     | 12 d'abril   | Gran Premi de Suïssa          | Payerne       | Bengt Åberg         | Paul Friedrichs     | Bengt Åberg         | Resultat  |
| 2     | 19 d'abril   | Gran Premi d'Àustria          | Sittendorf    | Bengt Åberg         | Paul Friedrichs     | Bengt Åberg         | Resultat  |
| 3     | 3 de maig    | Gran Premi dels Països Baixos | Lichtenvoorde | Arne Kring          | Christer Hammargren | Arne Kring          | Resultat  |
| 4     | 10 de maig   | Gran Premi de França          | Vesoul        | Arne Kring          | Arne Kring          | Arne Kring          | Resultat  |
| 5     | 24 de maig   | Gran Premi de Finlàndia       | Ruskeasanta   | Arne Kring          | Arne Kring          | Arne Kring          | Resultat  |
| 6     | 31 de maig   | Gran Premi de Suècia          | Västerås      | Christer Hammargren | Jan Johansson       | Christer Hammargren | Resultat  |
| 7     | 14 de juny   | Gran Premi de Txecoslovàquia  | Holice        | Bengt Åberg         | Arne Kring          | Arne Kring          | Resultat  |
| 8     | 21 de juny   | Gran Premi de l'URSS          | Kharkov       | Paul Friedrichs     | Paul Friedrichs     | Paul Friedrichs     | Resultat  |
| 9     | 12 de juliol | Gran Premi d'Alemanya         | Beuern        | Bengt Åberg         | Adolf Weil          | Bengt Åberg         | Resultat  |
| 10    | 26 de juliol | Gran Premi de la RDA          | Apolda        | ?                   | Paul Friedrichs     | Åke Jonsson         | Resultat  |
| 11    | 2 d'agost    | Gran Premi de Bèlgica         | Namur         | Roger De Coster     | Åke Jonsson         | Roger De Coster     | Resultat  |
| 12    | 9 d'agost    | Gran Premi de Luxemburg       | Ettelbruck    | ?                   | ?                   | Bengt Åberg         | Resultat  |

### Classificació final
| Posició | Pilot               | Motocicleta | Punts |
| ------- | ------------------- | ----------- | ----- |
| 1       | Bengt Åberg         | Husqvarna   |       |
| 2       | Arne Kring          | Husqvarna   | ?     |
| 3       | Åke Jonsson         | Maico       | 77    |
| 4       | Paul Friedrichs     | ČZ          | ?     |
| 5       | Christer Hammargren | Husqvarna   | ?     |
| 6       | Adolf Weil          | Maico       | 55    |
| 7       | Jef Teuwissen       | Husqvarna   | ?     |
| 8       | Otakar Toman        | ČZ          | ?     |
| 9       | Jaak Van Velthoven  | Husqvarna   | ?     |
| 10      | Gerrit Wolsink      | Husqvarna   | ?     |

## 250 cc

### Grans Premis
| Ronda | Data           | Gran Premi                  | Lloc                 | Guanyador       | Equip     | Resultats |
| ----- | -------------- | --------------------------- | -------------------- | --------------- | --------- | --------- |
| 1     | 12 d'abril     | Gran Premi d'Espanya        | Sabadell-Terrassa    | Joël Robert     | Suzuki    | Resultat  |
| 2     | 19 d'abril     | Gran Premi de França        | Pernes-les-Fontaines | Torleif Hansen  | Husqvarna | Resultat  |
| 3     | 26 d'abril     | Gran Premi de Bèlgica       | Paal                 | Sylvain Geboers | Suzuki    | Resultat  |
| 4     | 10 de maig     | Gran Premi de Iugoslàvia    | Orehova vas          | Joël Robert     | Suzuki    | Resultat  |
| 5     | 24 de maig     | Gran Premi d'Itàlia         | San Severino         | Joël Robert     | Suzuki    | Resultat  |
| 6     | 31 de maig     | Gran Premi de l'URSS        | Lvov                 | Sylvain Geboers | Suzuki    | Resultat  |
| 7     | 7 de juny      | Gran Premi de Polònia       | Szczecin             | Sylvain Geboers | Suzuki    | Resultat  |
| 8     | 28 de juny     | Gran Premi de Gran Bretanya | Bristol              | Joël Robert     | Suzuki    | Resultat  |
| 9     | 9 d'agost      | Gran Premi de Finlàndia     | Hyvinkää             | Heikki Mikkola  | Husqvarna | Resultat  |
| 10    | 23 d'agost     | Gran Premi de la RDA        | Kali Merkers         | Sylvain Geboers | Suzuki    | Resultat  |
| 11    | 30 d'agost     | Gran Premi de Suïssa        | Wohlen               | Heikki Mikkola  | Husqvarna | Resultat  |
| 12    | 27 de setembre | Gran Premi d'Àustria        | Launsdorf            | Heikki Mikkola  | Husqvarna | Resultat  |

### Classificació final
| Posició | Pilot            | Motocicleta | Punts |
| ------- | ---------------- | ----------- | ----- |
| 1       | Joël Robert      | Suzuki      | 96    |
| 2       | Sylvain Geboers  | Suzuki      | 94    |
| 3       | Roger De Coster  | ČZ          | 74    |
| 4       | Heikki Mikkola   | Husqvarna   | 73    |
| 5       | Miroslav Halm    | ČZ          | 70    |
| 6       | Uno Palm         | Husqvarna   | 43    |
| 7       | Olle Pettersson  | Suzuki      | 42    |
| 8       | Torleif Hansen   | Husqvarna   | 35    |
| 9       | Jiri Stodulka    | ČZ          | 28    |
| 10      | Vladímir Kàvinov | ČZ          | 26    |
| 11      | Torsten Hallman  | Husqvarna   | 17    |

## Resum: Podi final 1970
|           | 500 cc      | 500 cc    | 250 cc          | 250 cc |
| Campió    | Bengt Åberg | Husqvarna | Joël Robert     | Suzuki |
| Subcampió | Arne Kring  | Husqvarna | Sylvain Geboers | Suzuki |
| Tercer    | Åke Jonsson | Maico     | Roger De Coster | ČZ     |